# غطاس صغير

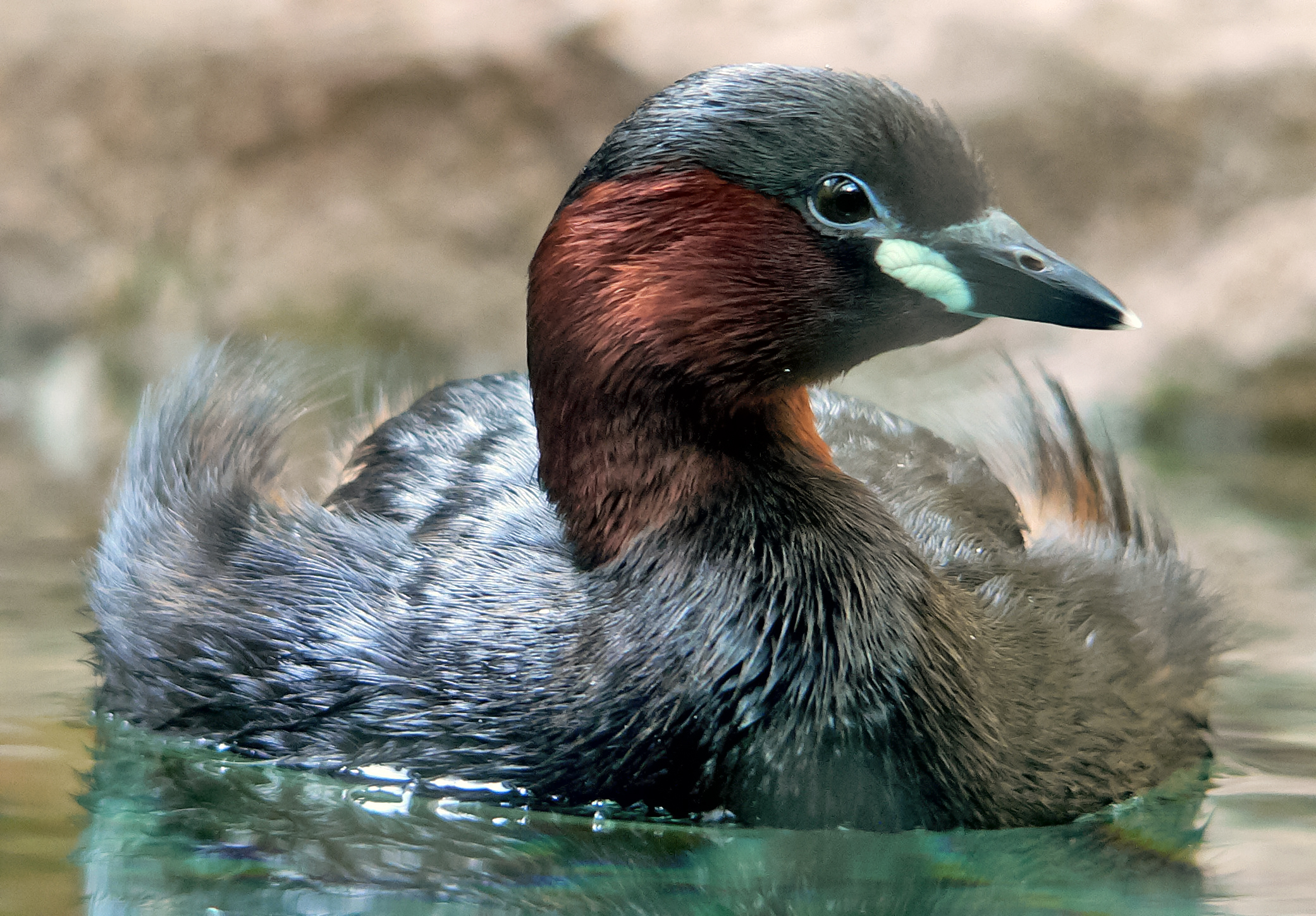

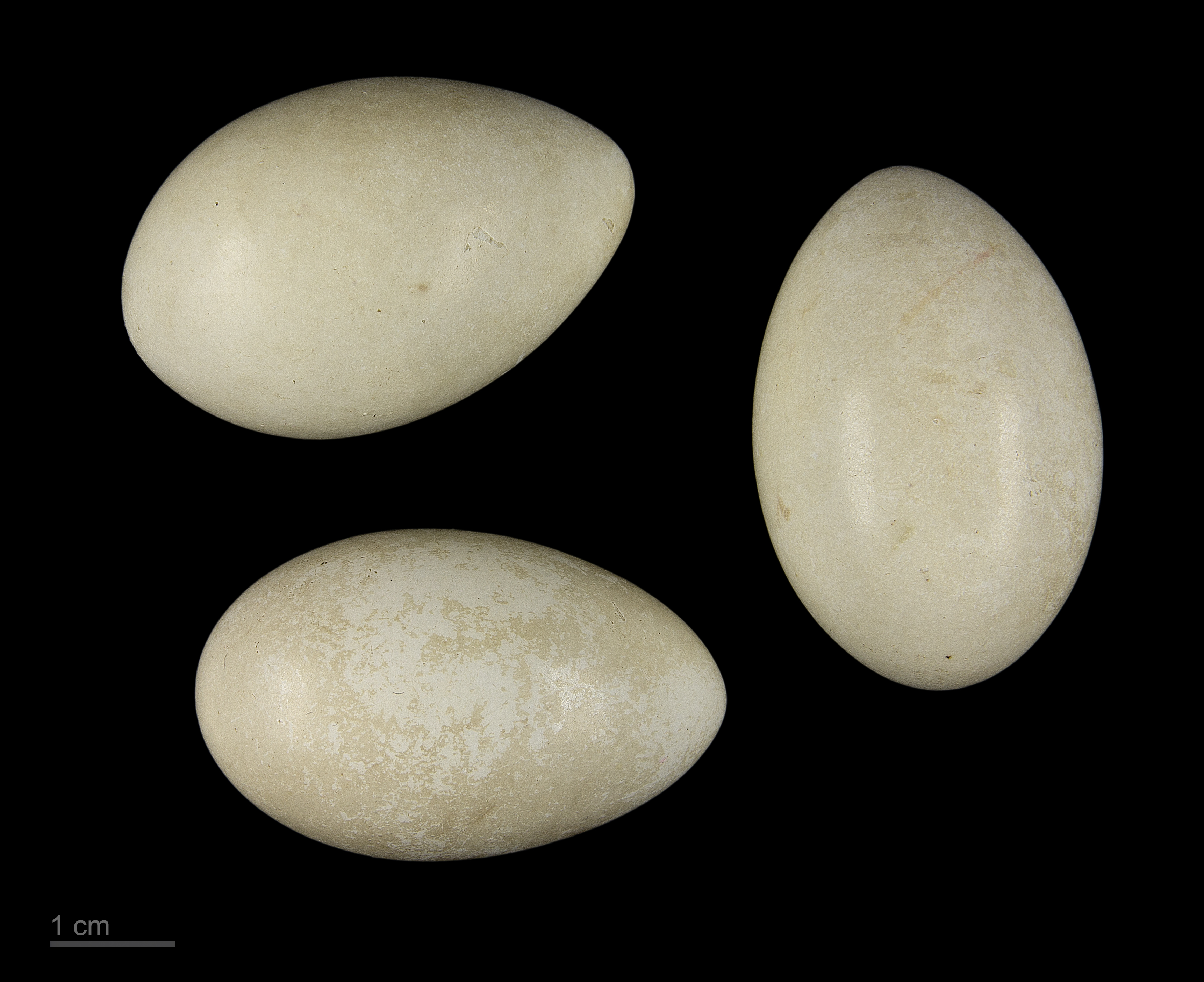
Tachybaptus ruficollis

زهوت[بحاجة لمصدر] يسمى أيضا الغطاس الصغير أو الزُّغْوَيطة (الاسم العلمي: Tachybaptus ruficollis) (بالإنجليزية: Little Grebe)، هو طائر ينتمي إلى غطاسيات (فصيلة: Podicipedidae).